# Аспартилглюкозаминурия
Аспартилглюкозаминури́я (англ. AGU) — редкое аутосомно-рецессивное наследственное заболевание из группы лизосомных болезней накопления, связанное с нарушением метаболизма олигосахаридов в результате снижения активности фермента лизосом аспартилглюкозаминамидазы.

## Эпидемиология
Заболевание может развиваться у людей всех рас и этнических групп. Однако наиболее распространено в Финляндии, где встречается с частотой 1 на 18500 жителей, за пределами Финляндии частота аспартилглюкозаминурии неизвестна.

## Патогенез
Клиническая картина заболевания развивается в результате генетически детерминированного дефекта фермента лизосом аспартилглюкозаминамидазы. Этот фермент участвует в расщеплении олигосахаридов, входящих в состав гликопротеинов. В случае нарушения метаболизма гликопротеинов в результате дефекта аспартилглюкозаминамидазы продукты обмена накапливаются в лизосомах, что приводит к прогрессирующему повреждению тканей и органов (печени, селезёнки, щитовидной железы и центральной нервной системы).

## Наследование

Аутосомно-рецессивный механизм наследования AGU: оба родителя являются носителями дефектного гена (помечен красным кружочком). По законам Менделя вероятность того, что дети будут носителями мутантного гена (как их родители), — 50 %, вероятность рождения ребёнка без мутации — 25 %, вероятность рождения больного ребёнка — 25 %.

Аспартилглюкозаминурия наследуется, как и подавляющее большинство лизосомных болезней накопления, по аутосомно-рецессивному типу наследования. Следовательно, с одинаковой частотой встречается как у мужчин, так и у женщин. Заболевание клинически манифестирует только в случае, когда обе аутосомы, полученные по одной от отца и матери, являются дефектными (повреждение обеих копий гена AGA, находящихся на гомологичных аутосомах, локус 4q34.3).

## Клиническая картина
Заболевание характеризуется снижением умственной деятельности и сопровождается утолщением кожи, костей, тугоподвижностью суставов.